# Église Sainte-Thérèse du Vert-Galant (Tremblay-en-France)
L'église Sainte-Thérèse est une église catholique située à Tremblay-en-France, en France.

## Localisation
L'église est située dans le département français de la Seine-Saint-Denis, sur la commune de Tremblay-en-France.